# سياسة التأشيرات في باكستان
يجب على زوار باكستان عادةً الحصول على تأشيرة عبر الإنترنت أو في بعض الحالات من إحدى البعثات الدبلوماسية الباكستانية.

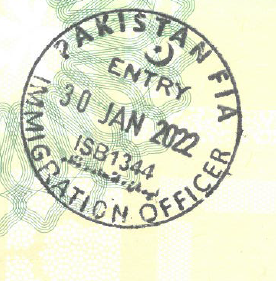
ختم جواز سفر دخول باكستان، صادر في مطار إسلام آباد الدولي

## خريطة سياسة التأشيرات

سياسة التأشيرات الباكستانية
باكستان
التأشيرة غير مطلوبة؛ مؤهل لجميع التأشيرات الإلكترونية
تأشيرة إلكترونية مجانية لأغراض السياحة والأعمال
تطبيق التأشيرة عبر الإنترنت متاح
تأشيرة مطلوبة مسبقًا

## الإعفاء من التأشيرة

### جوازات السفر العادية
لا يحتاج مواطنو البلدان التالية الذين يحملون جوازات سفر عادية إلى تأشيرة لباكستان لمدة تصل إلى 90 يومًا (ما لم يُنص على خلاف ذلك).
| - البحرين - الكويت - المالديف - نيبال (30 يومًا) | - عُمان - قطر - السعودية - الإمارات |

| تاريخ تغييرات التأشيرة |
| --- |
| - مواطنو المالديف ونيبال لم يحتاجوا قط إلى تأشيرة لدخول باكستان - 14 أغسطس 2024: دول الخليج (GCC) ملغاة: - 1 أكتوبر 2015: زامبيا - يناير 2017: آيسلندا |

- بالإضافة إلى ذلك، لا يحتاج حاملو جواز سفر الأمم المتحدة إلى تأشيرة لمدة تصل إلى 90 يومًا.
- بالإضافة إلى ذلك، لا يحتاج حاملو جواز سفر الإنتربول إلى تأشيرة لمدة تصل إلى 90 يومًا.

### جوازات السفر غير العادية

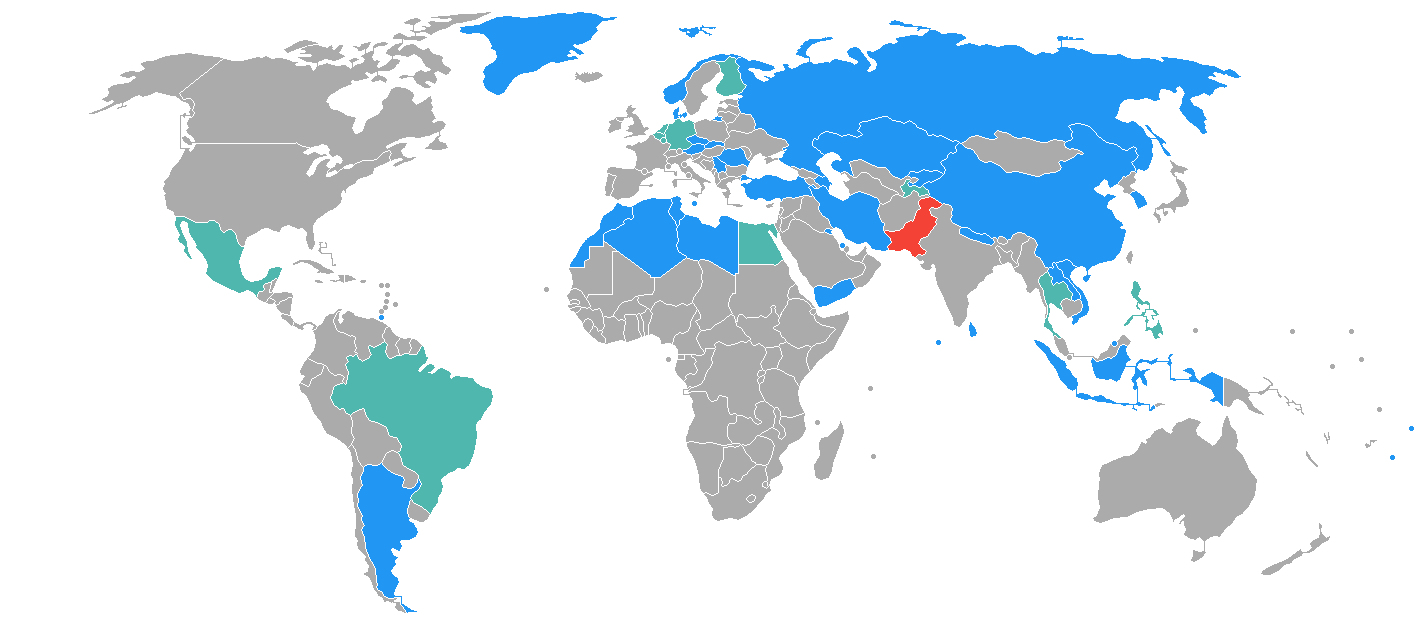
باكستان
التأشيرة غير مطلوبة لجوازات السفر الدبلوماسية أو الرسمية أو الخدمية
التأشيرة غير مطلوبة لجوازات السفر الدبلوماسية

بموجب اتفاقيات المعاملة بالمثل، يمكن لحاملي جوازات السفر الدبلوماسية أو أنواع جوازات السفر المختلفة (الرسمية والخدمية) للبلدان والأقاليم التالية دخول باكستان والبقاء فيها بدون تأشيرة للمدة التالية:
| - الأرجنتينD O - النمساD O - البحرينD O - بيلاروسD O S - بلجيكاD - البرازيلD - كوباD O S - قبرصD O S - التشيكD O S | - الدنماركD O S - فنلنداD - جورجياD O S - ألمانياD - إيرانD O - الأردنD O S - كازاخستانD O - الكويتD O - لوكسمبورغD | - المالديفD O S - المكسيكD - المغربD O S - هولنداD - النرويجD O - بولنداD O - رومانياD O - روسياD O S - السنغالD O S | - سلوفاكياD O - كوريا الجنوبيةD O - طاجيكستانD - تونسD O - تركياD O - اليمنD O |  |

| - قرغيزستانD O |

| - أذربيجانD O - برونايD O S - الصينD O S - مصرD - إندونيسياD O S | - لاوسD O S - ماليزياD O S - مالطاD O - نيبالD O S - الفلبينD | - صربياD O - سريلانكاD O - تايلاندD - تركمانستانD - فيتنامD O S |  |

D - جوازات سفر دبلوماسية

O - جوازات سفر رسمية

S - جوازات سفر خدمية
وقّعت باكستان اتفاقية إعفاء من التأشيرة مع طاجيكستان لتشمل الإعفاء حاملي جوازات السفر الرسمية، ولم يتم التصديق عليها بعد.
تم توقيع اتفاقية إعفاء من التأشيرة مع بليز في سبتمبر 2024، ولم يتم التصديق عليها بعد.

## التأشيرة الإلكترونية المجانية
اعتبارًا من 14 أغسطس 2024، نفذت الحكومة الباكستانية إصلاحًا لسياسة التأشيرات تم الإعلان عنه في أواخر يوليو 2024. بموجب هذه السياسة الجديدة، يتم إصدار تأشيرات الأعمال والسياحة عبر الإنترنت مجانًا في غضون 24 ساعة لمواطني 126 دولة. للاستفادة من البرنامج، يمكن للمسافرين المؤهلين الحصول على موافقة مسبقة للتأشيرة، تسمى تأشيرة ما قبل الوصول، عبر منصة وزارة الداخلية على الإنترنت قبل 48 ساعة على الأقل من تاريخ دخولهم المقرر إلى باكستان. بمجرد الموافقة، سيتم إصدار ترخيص إلكتروني لهم (يجب تقديم نسخة منه عند الوصول) مما سيسمح لهم بالسفر إلى باكستان والحصول على ختم دخول للإقامة لمدة تصل إلى 90 يومًا مع إدخالات متعددة. يمكن لحاملي هذه التأشيرات الإلكترونية أيضًا استخدام البوابات الإلكترونية للدخول إلى البلاد في تسعة مطارات وفي ميناء جوادر. التأشيرة الإلكترونية صالحة لدخول واحد لمدة 90 يومًا.
البلدان المؤهلة:
| - جميع الدول الأعضاء في الاتحاد الأوروبي باستثناء قبرص \| - ألبانيا - الجزائر - أندورا - أنغولا - الأرجنتين - أستراليا - أذربيجان - البحرين1 - بنغلاديش - بيلاروس - بنين - بوتان - البوسنة والهرسك - البرازيل - بروناي - كمبوديا - الكاميرون - كندا - تشيلي - الصين（بما في ذلك هونغ كونغ ماكاو） - كولومبيا - جزر القمر - جمهورية الكونغو الديمقراطية - جيبوتي - الإكوادور \| - مصر - إثيوبيا - غامبيا - جورجيا - غانا - غواتيمالا - غينيا - غينيا بيساو - هندوراس - آيسلندا - إندونيسيا - إيران - العراق - ساحل العاج - اليابان - الأردن - كازاخستان - كينيا - كوسوفو - الكويت1 - قرغيزستان - لبنان - ليختنشتاين - مدغشقر - مالاوي \| - ماليزيا - المالديف1 - موريتانيا - موريشيوس - المكسيك - مولدوفا - الجبل الأسود - المغرب - موزمبيق - ميانمار - نيبال1 - نيوزيلندا - نيجيريا - مقدونيا الشمالية - النرويج - عُمان1 - بنما - باراغواي - بيرو - الفلبين - قطر1 - روسيا - رواندا - سان مارينو - السعودية1 \| - السنغال - سيشل - سيراليون - سنغافورة - جنوب أفريقيا - كوريا الجنوبية - جنوب السودان - سريلانكا - سويسرا - طاجيكستان - تنزانيا - تايلاند - توغو - تونس - تركيا - تركمانستان - أوغندا - أوكرانيا - الإمارات1 - المملكة المتحدة - الولايات المتحدة - أوزبكستان - فيتنام - زامبيا - زيمبابوي \| \| | | | |  |
| - ألبانيا - الجزائر - أندورا - أنغولا - الأرجنتين - أستراليا - أذربيجان - البحرين1 - بنغلاديش - بيلاروس - بنين - بوتان - البوسنة والهرسك - البرازيل - بروناي - كمبوديا - الكاميرون - كندا - تشيلي - الصين（بما في ذلك هونغ كونغ ماكاو） - كولومبيا - جزر القمر - جمهورية الكونغو الديمقراطية - جيبوتي - الإكوادور | - مصر - إثيوبيا - غامبيا - جورجيا - غانا - غواتيمالا - غينيا - غينيا بيساو - هندوراس - آيسلندا - إندونيسيا - إيران - العراق - ساحل العاج - اليابان - الأردن - كازاخستان - كينيا - كوسوفو - الكويت1 - قرغيزستان - لبنان - ليختنشتاين - مدغشقر - مالاوي | - ماليزيا - المالديف1 - موريتانيا - موريشيوس - المكسيك - مولدوفا - الجبل الأسود - المغرب - موزمبيق - ميانمار - نيبال1 - نيوزيلندا - نيجيريا - مقدونيا الشمالية - النرويج - عُمان1 - بنما - باراغواي - بيرو - الفلبين - قطر1 - روسيا - رواندا - سان مارينو - السعودية1 | - السنغال - سيشل - سيراليون - سنغافورة - جنوب أفريقيا - كوريا الجنوبية - جنوب السودان - سريلانكا - سويسرا - طاجيكستان - تنزانيا - تايلاند - توغو - تونس - تركيا - تركمانستان - أوغندا - أوكرانيا - الإمارات1 - المملكة المتحدة - الولايات المتحدة - أوزبكستان - فيتنام - زامبيا - زيمبابوي |  |

1 — أيضًا معفاة من التأشيرة.

## التأشيرة عبر الإنترنت
مواطنو جميع البلدان باستثناء ما يلي مؤهلون للتقدم بطلب للحصول على تأشيرة عبر الإنترنت:
| - أرمينيا - الهند | - تايوان |  |

## التسجيل الإلزامي
يُلزم زوار باكستان من البلدان التالية بالتسجيل لدى الشرطة عند وصولهم إلى البلاد:
| - بنغلاديش - بوتان - الهند - إسرائيل | - نيجيريا - فلسطين - الصومال - أوغندا |  |

عادةً ما يقوم موظفو الفنادق بإجراء التسجيل لدى الشرطة كجزء من عملية تسجيل الدخول. الزيارات الشخصية لمراكز الشرطة مطلوبة فقط من الزوار الذين يختارون عدم الإقامة في الفنادق أو النُزل المرخصة.

## فئات خاصة

### المواطنون الباكستانيون في الخارج والأشخاص من أصل باكستاني
لا تُطلب التأشيرات من حاملي بطاقة الأصل الباكستاني (POC)، أو بطاقة الهوية الوطنية للباكستانيين في الخارج (NICOP)، أو أي جواز سفر يحمل ختم "معفى من التأشيرة" من قبل السلطات الباكستانية.

### التأشيرات البديلة
يمكن لمواطني تركيا الذين يحملون تأشيرة صالحة لـ منطقة شنغن، أو المملكة المتحدة، أو الولايات المتحدة، الحصول على تأشيرة عند الوصول.

### حاملو جوازات السفر الهندية
يجب أن يتم الموافقة على الطلبات من حاملي جوازات السفر الهندية مباشرةً من قبل وزارة الداخلية، على الرغم من أنهم غير ممنوعين من زيارة باكستان ولكنهم يخضعون للوائح إضافية، بما في ذلك التسجيل الإلزامي لدى الشرطة، بغض النظر عن نوع التأشيرة.
يخضع الأجانب من أصل هندي لهذا التنظيم أيضًا. في 25 يناير 2019، تم تعديل السياسة لمواطني المملكة المتحدة والولايات المتحدة من أصل هندي.
يقتصر على المواطنين الهنود أيضًا توافر منافذ الدخول إلى باكستان، وبدلاً من ذلك يجب عليهم دخول البلاد ومغادرتها عبر نقاط محددة، بما في ذلك الحدود في واغه، وكذلك عبر المطارات في إسلام آباد، لاهور، وكراتشي.
يُطلب من المواطنين الهنود عادةً الدخول والخروج من باكستان عبر نفس المنفذ، ما لم يتم الحصول على إذن مسبق.
لا تُمنح تأشيرات سياحية لحاملي جوازات السفر الهندية، ويُسمح لهم فقط بتقديم طلبات للحصول على تأشيرات لزيارة العائلة والأصدقاء، أو تأشيرات أعمال، أو تأشيرات عبور، أو تأشيرات للحج الديني.
تُمنح تأشيرات أعمال لمدة 6 أشهر لحاملي جوازات السفر الهندية، مع السماح بدخول متعدد.
كما أن حاملي جوازات السفر الهندية غير مؤهلين لأي تمديدات للتأشيرة، على الرغم من أن حاملي جوازات السفر الذين يبقون لفترة أطول من الوقت المسموح به في التأشيرة يخضعون لرسوم قدرها 40 روبية عن كل يوم من الإقامة الزائدة.
قد يواجه المقيمون الهنود الذين يتقدمون للحصول على تأشيرة سياحة، زيارة، أو دراسة باكستانية مشاكل خاصة تتعلق بخلفياتهم الدينية. كما أعرب العديد من المتقدمين للحصول على التأشيرة عن قلقهم بشأن العملية المطولة التي يزعم أنها تستغرق ضعف الوقت مقارنة بالتأشيرات الأخرى، وكذلك الحظر الحكومي المتقطع على السفر بين الهند وباكستان.
يحق للمواطنين الهنود الذين يحملون جوازات سفر أمريكية، بريطانية، أو كندية السفر إلى باكستان عن طريق الحصول على تأشيرة إلكترونية. يتم تبسيط عملية التقديم من خلال بوابة التأشيرة الإلكترونية الرسمية لباكستان، مما يتيح نظام موافقة مريحًا وفعالًا.

### حاملو جوازات السفر الأرمنية
باكستان هي الدولة الوحيدة في العالم التي لا تعترف بأرمينيا. ومع ذلك، فإنها لا تمنع المواطنين الأرمن على وجه التحديد من السفر إلى باكستان. على الرغم من أن باكستان ليس لديها بعثة دبلوماسية في أرمينيا، يمكن للمتقدمين للحصول على تأشيرات باكستانية التقديم في بلد ثالث إذا كانوا مقيمين دائمين بشكل قانوني في ذلك البلد.
يواجه حاملو جواز السفر الأرمني قيودًا مماثلة لحاملي جوازات السفر الإسرائيلية باستثناء التسجيل الإلزامي لدى الشرطة الذي يُعفى منه الأرمن بشكل غامض.

## إحصائيات الزوار
كان معظم الزوار الوافدين إلى باكستان لفترة قصيرة من البلدان التالية:
| الترتيب | البلد            | 2018    |
| ------- | ---------------- | ------- |
| 1       | الصين            | 565,212 |
| 2       | المملكة المتحدة  | 540,709 |
| 3       | الهند            | 212,370 |
| 4       | الولايات المتحدة | 209,633 |
| 5       | السعودية         | 150,102 |
| 6       | تركيا            | 150,009 |
| 7       | أفغانستان        | 72,000  |